# Rock News
Rock News est un magazine français éphémère traitant de musique, publié dans les années 1970 et 1980.

## Histoire
Le magazine est fondé à Paris en 1976 par Michel Esteban et Lizzy Mercier Descloux, dont la publication s’arrête l’année suivante. Basé 12 rue des Halles, dans les locaux du magasin de disque Harry Cover, Rock News est un des rares magazine de l'époque qui traite de la scène punk rock américaine et britannique et accessoirement des quelques groupes punk de la capitale. Pierre Benain ou Stéphane Pietri, futurs pigistes à Rock & Folk, y rédigent leurs premiers articles. Michel Esteban arrête sa publication au bout d'un an et fonde alors le label Rebel Records, qui devriendra plus tard ZE Records.